# Пустельник (Нижньосілезьке воєводство)
Пустельник (пол. Pustelnik) — село в Польщі, у гміні Марцишув Каменноґурського повіту Нижньосілезького воєводства.
Населення — 116 осіб (2011).
У 1975-1998 роках село належало до Єленьоґурського воєводства.

## Демографія
Демографічна структура станом на 31 березня 2011 року:
|          | Загалом | Допрацездатний вік | Працездатний вік | Постпрацездатний вік |
| -------- | ------- | ------------------ | ---------------- | -------------------- |
| Чоловіки | 63      | 15                 | 45               | 3                    |
| Жінки    | 53      | 11                 | 35               | 7                    |
| Разом    | 116     | 26                 | 80               | 10                   |